# Fritz Lipmann
Fritz Albert Lipmann (ur. 12 czerwca 1899 w Królewcu, zm. 24 lipca 1986 w Poughkeepsie) – amerykański biochemik pochodzenia niemieckiego, laureat Nagrody Nobla z dziedziny fizjologii lub medycyny w 1953. Nagrodę uzyskał za odkrycie koenzymu A. W 1974 odznaczony Pour le Mérite za Naukę i Sztukę.